# Giovanni di Giacomo Gavazzi
Giovanni Gavazzi da Poscante, o Giovanni di Giacomo,  Gio Giacomo Gavasio o Giangiacomo (Poscante, fine XV secolo – dopo il 1512), è stato un pittore italiano.

## Biografia
Poche sono le notizie relative Giovanni o Gio Gavasio, figlio di Giacomo a cui il nome viene abbinato e originario della Val Brembana se non per la certezza della firma che ha lasciato su alcune delle sue opere.
I suoi lavori furono descritti da Francesco Tassi nel suo Vite de' pittori scultori e architetti bergamaschi opera postuma.
Il Tassi fece un'analisi della pittura avvicinando i suoi lavori a quelli del Bellini e del Previtali, artisti che hanno lavorato a Bergamo nei primi anni del XVI secolo, a testimoniare che era particolarmente attratto dal rinascimento veneziano, anche se non vi sono documenti che indicherebbero il suo passaggio a Venezia. 
Ma gli scritti furono pubblicazioni postume, del 1793 e molti suoi studi e scritti, subirono modifiche e integrazioni sia dai fratelli Carlo e Girolamo Marenzi sia dal collezionista Giacomo Carrara prima della pubblicazione. Le parti che erano state variate non furono però indicate dagli editori, lasciando erroneamente considerare che fossero studi del Tassi. Queste portarono a non poca confusione circa i lavori effettivamente attribuibili al Gavasio. Approfonditi studi, eseguiti successivamente, hanno aggiudicato le opere ad artisti differenti dal pittore di Poscante. 
Anche il Pasta avvicinò le sue opere a quelle del Bellini. Questo indica il ritardo artistico del pittore, considerando che sul territorio era ormai esploso il nuovo rinascimento portato dal Lotto.
Giovanni Gavazzi risulta avesse avuto un figlio di nome Bernardino residente nella vicinia di Chiesa di San Michele all'arco e che fosse già morto nel 1527

## Opere
- Madonna dello scoiattolo Basilica di Sant'Alessandro in Colonna riporta la scritta Jo. Jacobi Gavazi de / Poscantu pinxit / M.D.XII;[3]
- Madonna con Bambino e un vecchio Brescia, collezione Carlo Appiani, riporta la scritta Iacobus Gavatius de Bergamo O L'opera originale è andata persa, la sua riproduzione riporta la firma dell'artista che sembra possa venire identificato nel nipote di Giovanni di cui ne avrebbe eredita il nome. Giovanni Gavazzi pare che avesse lavorato anche a Venezia ma nel terzo triennio del XVI secolo.[4]

Molte altre opere sono di dubbia aggiudicazione. Il Marenzi aveva indicato l'artista come realizzatore di molti polittici che furono poi considerati opera della bottega dei Marinoni di Desenzano al Serio
- Madonna con Bambino appare a un gruppo di soldati basilica di Santa Maria Maggiore  (Bergamo).ex voto[6]. Del medesimo Giacomo la Madonna con Bambino in trono e santi conservata presso l'Accademia Carrara datata 1525-1530.[7]
- Polittico di Sant'Egidio presso la chiesa di Sant'Egidio a Fontanella[8]